# Киселёв (Белгородская область)
Киселёв — хутор в Волоконовском районе Белгородской области России. Входит в состав Борисовского сельского поселения.

## География
Хутор расположен в юго-восточной части Белгородской области, близ границы с Украиной, в 22,8 км по прямой к юго-западу от районного центра Волоконовки.

## Исторический очерк
С 1829 года хутор с крестьянами перешел по наследству Любовь Николаевне Кирьяковой от своих родителей: Николая Васильевича Лосева и Натальи Дмиртиевны Лосевой (Хрущевой)
в 1858 году хутор ,с людьми, числится за капитаншей Натальей Дмитриевной Типольт доставшейся ей по дарственной от отца майора Дмитрия Граiвского, а ему по купчей от коллежской асессорши Кирьяковой
В 1859 году — Валуйского уезда «хутор владельческий Киселёв при пруде безымянном» «между просёлочными трактами на города Харьков и Старый Оскол» — в 45 вёрстах от уездного города — 45 дворов.
В 1900 году — Валуйского уезда Борисовской волости «хутор Киселёв (Любомиров) при овраге Киселёве» — 48 дворов, земельный надел 399,3 десятины.
С июля 1928 года хутор Киселёв в Борисовском сельсовете Волоконовского района Белгородской области.
В 1997 году Киселёв в составе Борисовского сельского округа Волоконовского района.

## Население
1850 год. в хуторе 318 помещичьих крестьян.
в 1858 году числится 21 человек дворового сословия и 315 крестьян
В 1859 году на хуторе 321 житель (165 мужчин, 156 женщин).
В 1900 году — 435 жителей (225 мужчин, 210 женщин).
На 1 января 1932 года в Киселёве — 775 жителей.
На 17 января 1979 года на хуторе Киселёве — 121 житель, на 12 января 1989 года — 64 (из них 43 женщины), на 1 января 1994 года — 65 жителей и 35 хозяйств.
В 1997 году в Киселёве было 33 домовладения, 68 жителей.
| 1859 | 2002 | 2010 |
| ---- | ---- | ---- |
| 321  | ↘49  | ↘31  |